# Bacabi
A bacabinha, bacabi ou bacabaí (Oenocarpus mapora) é uma palmeira da América.
A palmeira perene cresce em touceira em até 12 indivíduos possui frutos comumente utilizados para refrescos, cremes e sorvetes além de ser possível extrair palmito . 